# Stalinisme

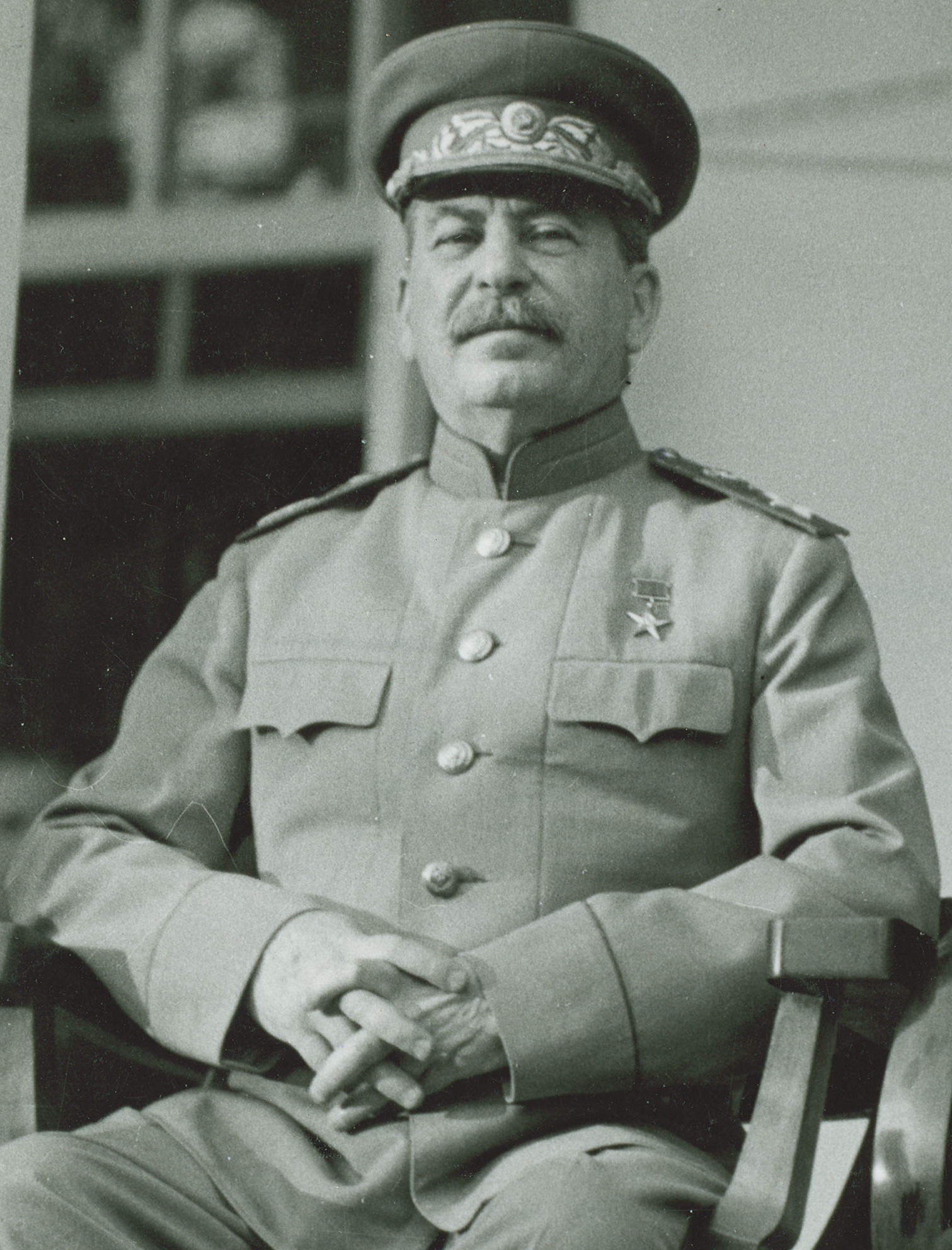
Jozef Stalin, naar wie het stalinisme is vernoemd.

De term stalinisme verwijst naar de politieke stroming onder Jozef Stalin, en de op het stalinisme gebaseerde staatsvorm van de Sovjet-Unie, waarin de persoonlijkheidscultus rondom Stalin als politiek leider een belangrijke rol speelde. Aanhangers van Stalins politiek noemden zichzelf niet stalinist, maar communist (marxistisch-leninistisch); de stalinistische staatsvorm werd door sommige, communistische tegenstanders van het stalinisme ook wel staatskapitalisme genoemd. Het stalinisme baseerde zich op de ideologie van het marxisme-leninisme. Het stalinisme als personencultus beheerste de Sovjet-Russische politiek vanaf ongeveer 1924 tot de dood van Stalin in 1953.

## Opkomst
Het stalinisme kwam in de jaren 1920 op, toen de Russische Revolutie stagneerde, doordat zij geen succesvolle navolging kreeg in het buitenland – zo mislukte de Duitse communistische revolutie –, door de burgeroorlog in Rusland, en door de onderontwikkelde Russische economie. Onder die omstandigheden kwam Stalin bovendrijven als leider van de ontstane bureaucratie, na een machtsstrijd binnen de communistische partij die pas eind jaren twintig werd beslecht.
Een van de belangrijkste kenmerken van het stalinisme als systeem – los van de persoonscultus – is het zogenaamde 'socialisme in één land', in navolging  van Lenins theorie over de gewenste opbouw van een socialistisch systeem. Daarmee wordt bedoeld dat men de socialistische staatsopbouw binnen het eigen land vooropstelde, boven een gelijktijdige internationale socialistische wereldrevolutie, zoals die door Stalins belangrijkste tegenstander Trotski werd gepropageerd. Het stalinisme ging over tot een agressieve collectivisatie van de gebruiksgoederen, maar stond wel beperkt persoonlijk bezit van productiemiddelen toe. Zo mocht iedere Russische boer een stukje grond bezitten en de opbrengst daarvan verkopen.
Het stalinisme wilde de economie van de Sovjet-Unie zo snel mogelijk industrialiseren. De nadruk lag daarbij op de ontwikkeling van de zware industrie, hetgeen ten koste ging  van andere sectoren, met name de landbouw en de lichte industrie. Gelijke lonen, zoals ze voordien in de Sovjet-Unie golden, werden afgeschaft, loon werd gebaseerd op prestatie. Hard werken werd bovendien aangemoedigd door de verering van de 'stachanowisten' (zo genoemd naar de arbeider Stachanow): arbeiders die harder werkten en meer produceerden dan hun collega's. De stachanowisten genoten privileges, zoals aparte winkelwijken en grotere appartementen. In de landbouw kenmerkte het stalinisme zich door een gedwongen collectivisatie: private landbouwbedrijfjes werden afgeschaft, en samengevoegd tot vaak zeer grote collectieve bedrijven, die in het bezit waren van de staat, en waar de boeren werknemers in loondienst waren.
Het stalinistisch systeem slaagde er dankzij dwang en een geplande economie in om Rusland van een derdewereldland te verheffen tot een supermacht. Door de bureaucratische en centralistische planning (in plaats van direct en decentraal zoals voorgesteld door meer anarchistisch georiënteerde communisten) liep de steeds complexer wordende economie echter vanaf de jaren zestig vast.
Huwelijken werden door Stalin in ere hersteld, en abortus werd verboden: een hoger geboortecijfer moest zorgen voor voldoende toekomstige arbeidskrachten.

## Kunst
Op artistiek gebied werd het zogenaamde 'socialistisch realisme' gepropageerd en opgedrongen. Avantgardistische en impressionistische experimenten werden verboden, kunstenaars moesten 'realistische' kunst maken, die herkenbaar moest zijn voor de arbeiders. De gelukkige arbeider, de hardwerkende boer en de leider zijn de drie hoofdthema's op de meeste 'socialistisch-realistische' schilderijen. Diverse kunstenaars en ook componisten ontvluchtten de Sovjet-Unie, omdat het stalinisme hen niet toestond hun eigen kunst te maken.

## Persoonscultus rondom Stalin
Stalin werd enorm vereerd in bijvoorbeeld militaire parades en in de media. De houding ten opzichte van religie was tweeslachtig: soms werd zij getolereerd, dan weer werden gelovigen vervolgd. Het stalinisme kende een soort van patriottisme; het volk behoorde trots te zijn op de waarden en prestaties van het socialistische vaderland en historische helden werden vereerd.
Hoogtepunt van het stalinisme als persoonscultus, na de showprocessen (de 'Grote Zuivering') eind jaren dertig tegen Stalins (vermeende) tegenstanders, was wellicht de periode na de Tweede Wereldoorlog (vaak in Rusland de Grote Vaderlandse Oorlog genaamd). Tijdens de oorlog hadden de Russen zich massaal opgeofferd voor het vaderland; de stalinistische persoonsverheerlijking werd getemperd, de onderdrukking van de Kerken verlicht en de vaderlandsliefde benadrukt. Deze houding van de Sovjet-autoriteiten heeft mede geleid tot de overwinning van het Rode Leger (slag bij Stalingrad) en de geallieerden op het nazistische Duitsland en de bevrijding van Oost-Europa. Na de Tweede Wereldoorlog werd de persoonsverheerlijking weer tot ongekende hoogte opgezweept: Stalin had zich bewezen als vader en redder van Rusland en werd in de propaganda als enige bron van nationale bezieling en glorie aangewezen.

## Stalinisme en destalinisatie in en buiten de Sovjet-Unie

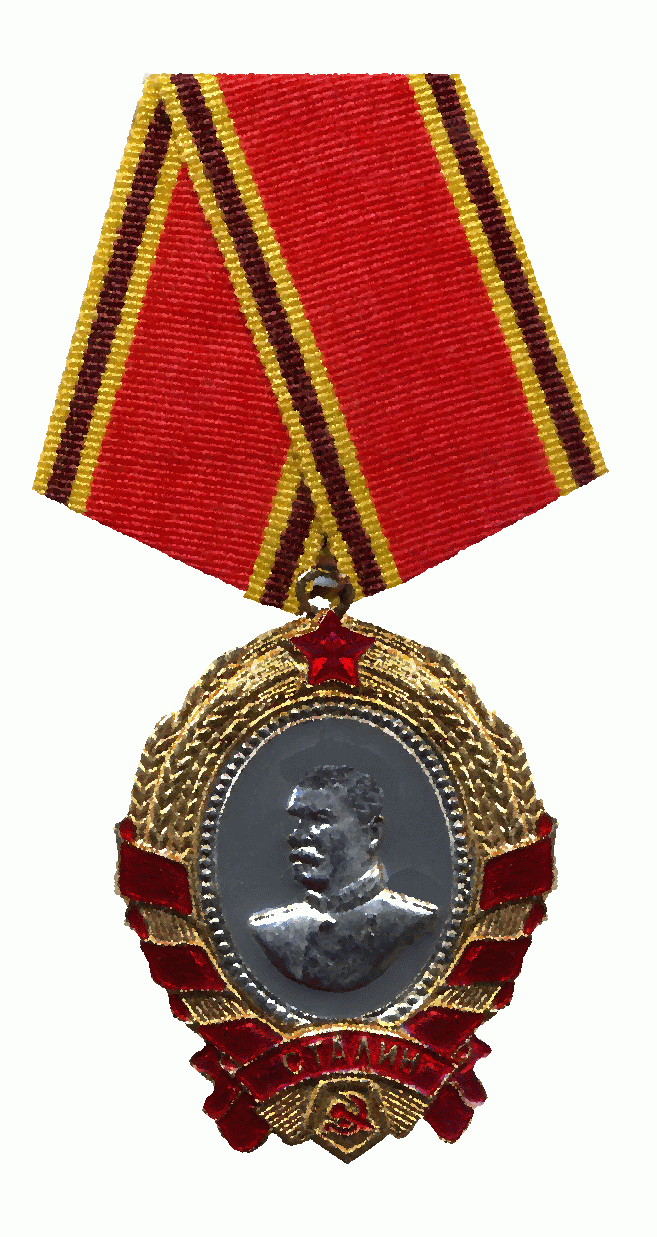
De Sovjet Orde van Stalin is van goud en platina en versierd met robijnen

In de (door het Rode Leger) van de Duitse bezetting bevrijde Oost-Europese landen, liet Stalin communistische partijen aan de macht komen die loyaal aan de Sovjet-Unie waren. Na de dood van Stalin, en zeker na de befaamde rede van Sovjet-leider Nikita Chroesjtsjov in 1956, verdween de persoonscultus uit de Sovjet-Unie, en vond er destalinisatie plaats in alle oostbloklanden. De persoonsverheerlijking rondom Stalin verdween, maar de één-partij-politiek bleef bestaan. Ook sommige stalinistische politieke principes bleven na Stalins dood gehandhaafd. Vooral de totale staatscontrole over de economie bleef tot de val van de Muur standaard in het Oostblok. De ijzeren greep op de Warschaupact-landen bleef een onderdeel van de buitenlandse Sovjetpolitiek. Pas met de val van de Muur in 1989 kwam hier een einde aan in Oost-Europa. Albanië (Enver Hoxha) bleef een strak stalinistische koers varen tot aan 1990. Noord-Korea wordt soms ook als stalinistisch aangeduid, alhoewel dit land zijn banden met het Russische communisme in de jaren 1970 heeft verbroken.